# Diplomazia del ping pong

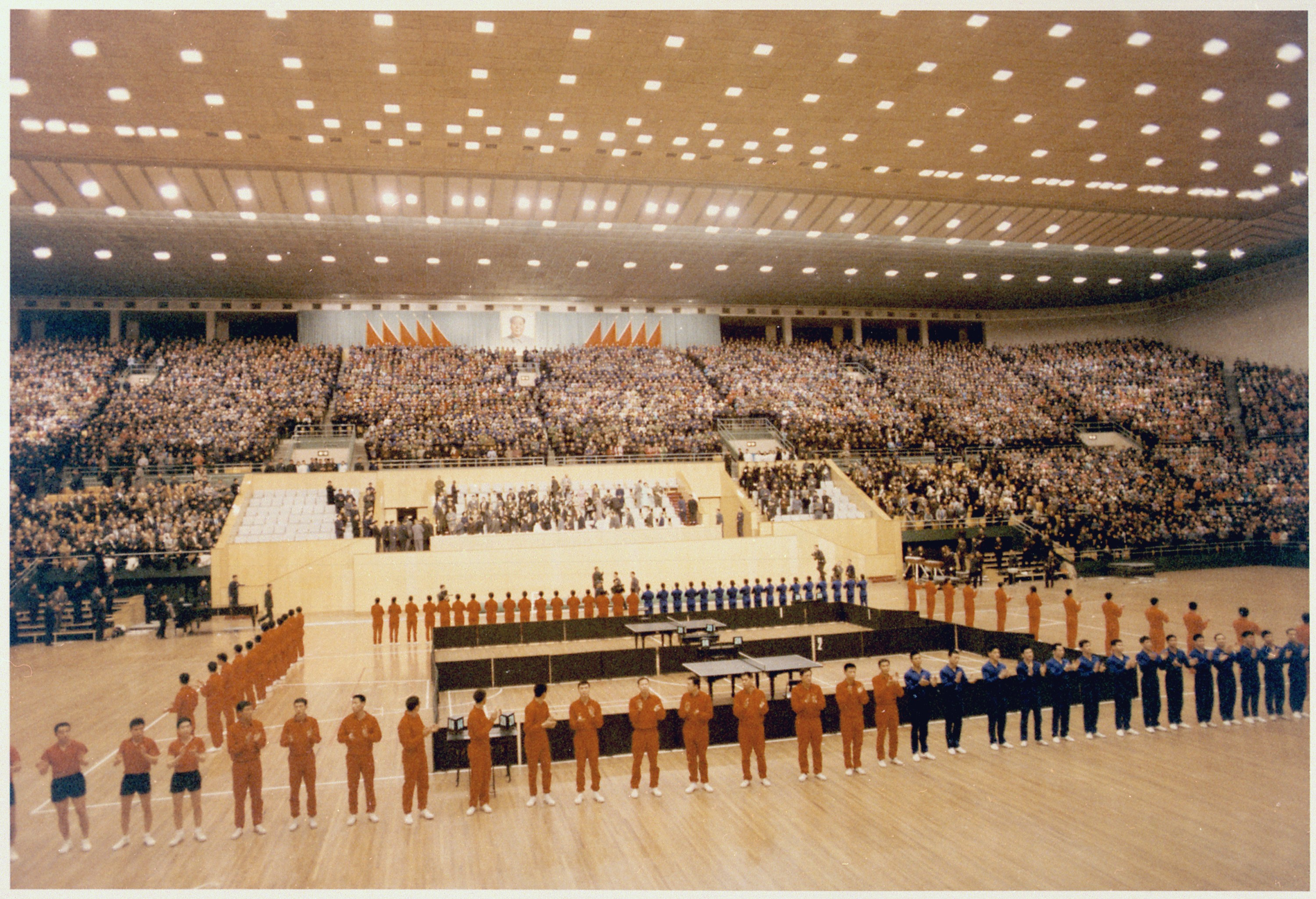
Il presidente statunitense Richard Nixon presenzia a una esibizione di tennistavolo a Pechino, 23 febbraio 1972.

Per diplomazia del ping pong  o politica del ping pong  (in cinese 乒乓外交S, Pīngpāng wàijiāoP, inglese "Ping Pong Diplomacy") s'intende lo scambio di visite tra giocatori di ping pong di Stati Uniti e Repubblica Popolare Cinese negli anni settanta. 
L'evento costituì un momento di distensione nelle relazioni tra Cina e Stati Uniti d'America, che aprì la via al presidente statunitense Richard Nixon per la sua visita in Cina nel 1972.

## Storia
Il 6 aprile del 1971 la squadra di ping pong americana, che disputava in Giappone il 31º Campionato Mondiale di Tennis Tavolo, ricevette un invito dalla squadra della Repubblica Popolare Cinese a visitare la Cina. Il 10 aprile del 1971 la squadra, e i giornalisti al seguito, divennero i primi statunitensi a mettere piede nella capitale della Cina popolare da quando il Partito Comunista Cinese di Mao Zedong aveva preso il potere 22 anni prima, nel 1949. Prima di questa visita, solo undici statunitensi furono ammessi nella Cina comunista, per una settimana, in quanto affiliati al Partito internazionale delle Pantere Nere e la Cina considerò l'organizzazione internazionale come un'ambasciata statunitense. Tuttavia si trattò di un evento isolato: come altri cittadini statunitensi, anche il senatore Eugene McCarthy espresse il desiderio di visitare la Cina dopo le elezioni presidenziali del 1968, ma nemmeno lui riuscì ad ottenere un ingresso in Cina nonostante la sua carica istituzionale.
Secondo Tim Boggan, che accompagnò la squadra americana nella storica visita del 1971, tre eventualità potrebbero aver (singolarmente o globalmente) dato origine all'invito cinese:
1. Il gallese Roy Evans, l'allora presidente della Federazione Internazionale per il Tennis Tavolo, dichiarò di aver visitato la Cina prima del 31º Campionato Mondiale e suggerì alle autorità cinesi per lo sport e al Premier Zhou Enlai che la Cina avrebbe dovuto attivarsi per aprirsi al mondo dopo la Rivoluzione Culturale attraverso eventi sportivi internazionali;
2. Nello stesso periodo, la nazionale canadese femminile di tennis tavolo era in viaggio verso la Cina, dove era stata invitata a disputare alcune partite amichevoli. Con la squadra canadese viaggiava una ex giocatrice statunitense, Leah Neuberger, vincitrice nel 1956 del titolo mondiale di doppio misto. Come parte di una tattica diplomatica, la Cina estese l'approvazione alla richiesta di un visto per Leah Neuberger, all'intera squadra americana;
3. Il terzo evento, forse quello che più probabilmente fu l'innesco, specialmente secondo le fonti cinesi, fu l'inaspettato ed emozionante incontro tra l'estroverso giocatore statunitense Glenn Cowan e il giocatore cinese Chuang Tse-tung (Zhuang Zedong), tre volte campione del mondo (1961, 1963 e 1965) e vincitore di numerosi altri tornei di tennis tavolo.[2]

La concatenazione di eventi che portarono all'incontro tra i due giocatori ebbe inizio nel momento in cui Glenn Cowan perse l'autobus della squadra, un pomeriggio dopo gli allenamenti a Nagoya, una delle sedi in cui si giocava il Mondiale di Tennis Tavolo. Cowan si era allenato per un quarto d'ora con il giocatore cinese Liang Geliang, quando un ufficiale giapponese si avvicinò con l'intenzione di chiudere l'area degli allenamenti. Mentre Cowan cercava invano l'autobus della sua squadra, un giocatore cinese gli fece cenno di salire sull'autobus della sua squadra. Alcuni momenti dopo un'improvvisata conversazione con i professionisti asiatici grazie all'ausilio dell'interprete, Chuang Tse-tung si avvicinò a Cowan dal suo sedile sul retro dell'autobus per salutarlo e per regalargli un ritratto su seta dei monti Huangshan, un souvenir tipico della regione cinese di Hangzhou.
Cowan, desideroso di ricambiare il gesto, non riuscì a trovare altro nella sua borsa se non un pettine. L'americano rispose con esitazione “Gesù, non posso proprio darti un pettine. Vorrei poterti dare qualcosa, ma non posso”. Quando fu il loro momento di scendere dall'autobus, un'ondata di fotografi e giornalisti li stava aspettando. Con il clima politico che sussisteva negli anni Sessanta, la vista di un atleta della Cina comunista assieme ad uno degli Stati Uniti suscitava certamente molto interesse. Glenn Cowan comprò una maglietta con la bandiera con il simbolo della pace in rosso, bianco e blu e le parole Let It Be. Ad un altro incontro casuale con Chuang Tse-tung, diede il regalo a Zhuang e questi lo accettò.
Quando un giornalista chiese a Cowan: "Sig. Cowan, Le piacerebbe visitare la Cina?", Cowan rispose: "Bè, mi piacerebbe vedere tutti quei paesi che non ho mai visitato – Argentina, Australia, Cina… qualsiasi paese non abbia mai visto". "Ma cosa mi dice della Cina in particolare? Le piacerebbe andarci?" "Certamente" rispose Cowan. Durante un'intervista nel 2002 con il famoso personaggio televisivo Chen Luyu, Chuang Tse-tung raccontò ancora una volta la storia. "Il viaggio sull'autobus durò 15 minuti, e io esitai per 10 minuti. Ero cresciuto con lo slogan 'Abbasso l'imperialismo americano!' E durante la Rivoluzione culturale, la retorica della lotta di classe era impiegata più che mai, e mi stavo chiedendo, 'Ma è giusto avere a che fare con il tuo nemico numero 1?'"
Chuang ricordò quindi che il Presidente Mao Tse-Tung incontrò Edgar Snow sul palco di Piazza Tienanmen in occasione della festa nazionale del 1970 e gli disse che la Cina doveva riporre le sue speranze nel popolo statunitense. Chuang guardò nella sua sacca e inizialmente frugò tra spille, distintivi con la testa di Mao, fazzoletti di seta e ventagli. Ritenendo che questi non costituissero un regalo decente, scelse infine il già citato dipinto su seta delle montagne Huangshan. Il giorno seguente, molti quotidiani giapponesi mostravano sulle loro pagine foto di Chuang Tse-tung e Glenn Cowan.
Pochi giorni dopo il dipartimento cinese degli affari esteri ricevette un rapporto, secondo cui la squadra statunitense di ping pong sperava di essere invitata a visitare la Cina. Come al solito, il dipartimento declinò la richiesta e Zhou Enlai e Mao Tse-Tung concordarono con la decisione. Nella sera dello stesso giorno, comunque, Mao Tse-tung vide la notizia dell'incontro tra Chuang Tse-tung e Glenn Cowan su Dacankao, un giornale disponibile solo alle più alte gerarchie del governo. Ciò fece cambiare idea a Mao, che decise di invitare la squadra statunitense. Venne riportato che Mao Zedong disse, "Questo Chuang Tse-tung non solo gioca bene a ping pong, ma è bravo in affari esteri, è portato per la politica." Il 10 aprile 1971, nove giocatori americani, quattro funzionari e due consorti attraversarono un ponte tra Hong Kong e la Cina continentale e passarono una settimana tra partite dimostrative, visite guidate ed eventi mondani.
Nel febbraio del 1972 Richard Nixon compì la sua storica visita in Cina. Due mesi dopo il viaggio di Nixon, dal 12 al 30 aprile 1972, Chuang Tse-tung ricambiò in qualità di capo delegazione della squadra di ping pong cinese. Sullo stesso itinerario di quel viaggio ci furono visite in Canada, Messico e Perù. Ad ogni modo, i tentativi cinesi di contattare altre nazioni per mezzo della diplomazia del ping pong non ebbero sempre successo, come quando l'Associazione Indonesiana Tennis tavolo (PTMSI) rifiutò l'invito cinese nell'ottobre del 1971, sostenendo che accettare l'invito avrebbe migliorato la reputazione della Repubblica Popolare Cinese. Poiché né gli atleti, né i giornalisti sovietici apparirono in Cina dopo la visita dei giocatori e giornalisti statunitensi, si speculò che l'evento segnalasse una comune ostilità di entrambi gli stati nei confronti dell'Unione Sovietica.